# Тримънтън
Тримънтън (на английски: Tremonton) е град в окръг Бокс Елдър, щата Юта, САЩ. Тримънтън е с население от 5592 жители (2000) и обща площ от 13,6 km². Намира се на 1318 m надморска височина. ЗИП кодът му е 84337, а телефонният му код е 435.